# 꽃피는 봄이 오면 (드라마)
《꽃피는 봄이 오면》은 2007년 1월 15일부터 2007년 3월 13일까지 방송되었던 KBS 2TV 월화 드라마였는데 시청자들이 100% 받아들이기 힘든 몇 가지 상황을 만들고 설득력이 부족한 장면들로 아쉬움을 남겨야 했다.
한편 KBS는 해당 프로그램에 앞서 《스피드》를 편성할 예정이었으나 제작비 문제 때문에 취소된 바 있었다.

## 프로그램 소개
전과자 집안 출신 검사 이정도, 세상이 구질구질하다 느끼지만 가수의 꿈을 가지고 있는 문채리, 냉철한 검사 김준기, 아픔을 가지고 있는 형사 오영주 4명의 주인공이 한 동네에서 벌어지는 일들을 담은 따뜻한 드라마다.

## 등장 인물

### 주요 인물
- 박건형 : 이정도 역
- 이하나 : 문채리 역
- 박시연 : 오영주 역
- 김남길 : 김준기 역

### 이정도 가족
- 이순재 : 이재식 역
- 김갑수 : 이덕수 역

### 오영주 가족
- 이보희 : 김부선 역

### 문채리 가족
- 정인기 : 문 형사 역

### 문채리 친구
- 서효림 : 홍이 역

### 그 외 인물
- 강부자 : 고향식당 할매 역
- 이언 : 기동 역
- 이도련 : 일본인 역
- 권다현 : 미선 역
- 서지연 : 최경희 역

## 참고 사항
- 해당 프로그램이 그랬던 것[3]처럼 전과자 내용을 다룬[4] SBS 월화 드라마 《도둑의 딸》이 있는데 이 프로그램에서 김덕구 역을 맡았던 이경영은 이보희(김부선 역)가 조연으로 나온 프로그램이자 담당 PD(진형욱)가 조연출로 참여한 KBS 2TV 주말 드라마 《푸른 안개》에서 연기자(이경영, 이보희)-조연출자(진형욱)로 호흡을 맞췄다.